# Elektromagnetisk kraft
 For alternative betydninger, se Kraft (flertydig).
Elektromagnetisk kraft er interaktion, der optræder mellem partikler med en elektrisk ladning via elektromagnetiske felter. Elektromagnetisk kraft er en af de fire fundamentale naturkræfter. Det er den dominerende kraft i interaktioner mellem atomer og molekyleer.
Der skelnes mellem elektriske- og magnetiske krafter i dagligdagen, men i begge tilfælde er der dog tale om virkninger af partiklernes elektriske ladninger, hvilket overordnet kaldes for de såkaldte elektromagnetiske kræfter. Alle partikler på nær neutrinoer er elektrisk ladede og elektriske kræfter virker derfor ikke på neutrinoer. Elektromagnetisk vekselvirkning er den naturkraft vi oftest mærker til i hverdagen, det er nemlig den som virker mellem atomernes elektroner og den der er ansvarlig for bl.a. kemiske bindinger og gnidningskræfter. Partikel som formidler den elektromagnetiske kraft er fotonen, altså dvs. at når to ladede partikler påvirker hinanden med kræfter skyldes det udvekslingen af fotoner mellem dem.